# 2014년 동계 올림픽 성화 봉송

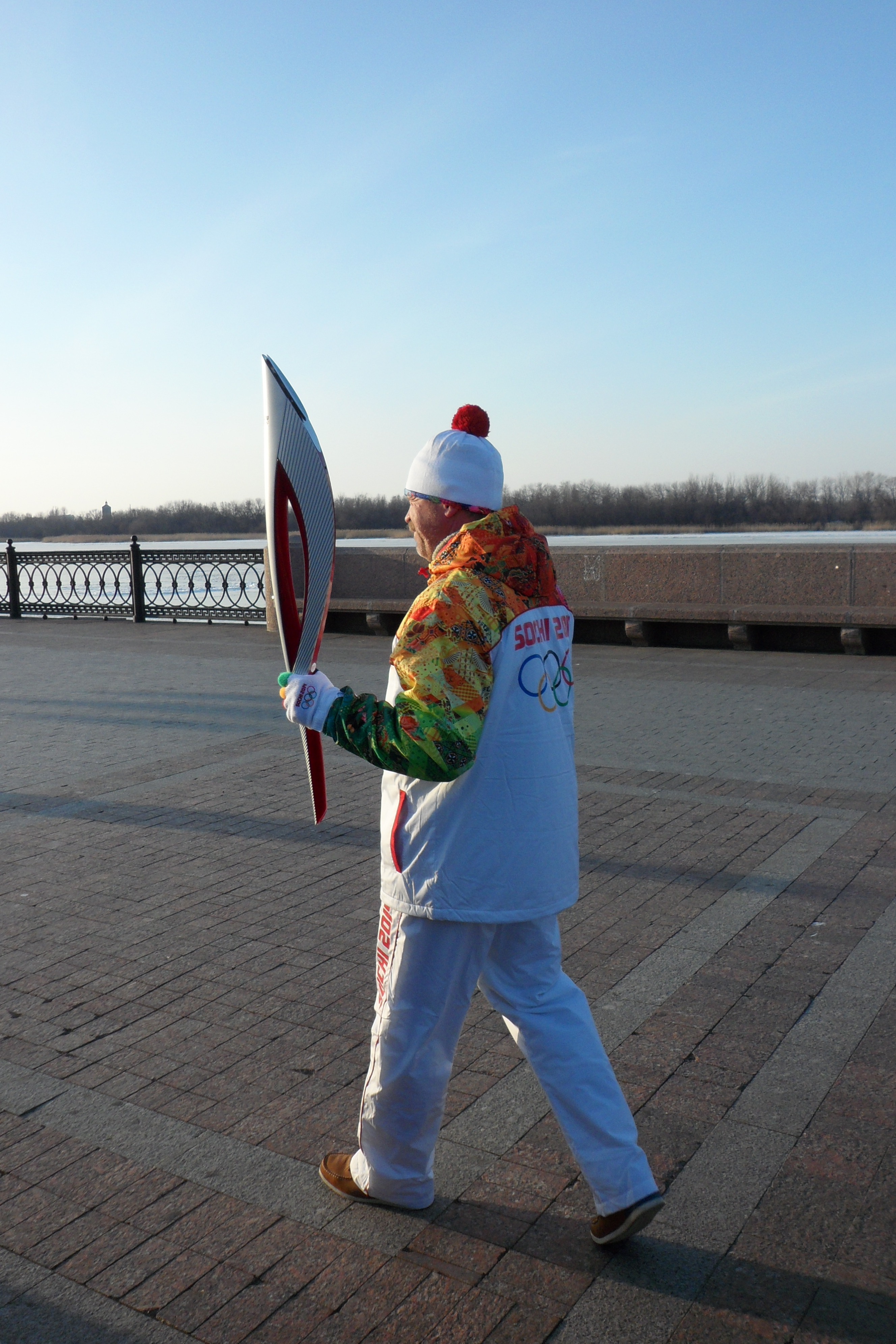
아스트라한의 성화 봉송자

2013년 9월 29일, 올림픽 성화가 올림피아에서 불을 밝히면서 그리스 일주와 러시아로 이동하는 7일간의 여정을 시작했다. 그런 뒤 2013년 10월 7일 모스크바에서 성화 봉송이 시작되어 러시아 내의 83개 도시를 지나가고 개막식이 치러지는 날인 2014년 2월 7일에 소치에 도착하였다. 성화 봉송 직전, 이리나 로드니나와 블라디슬라프 트레티야크가 마지막 주자로 나타나면서 성화 봉송을 하였다. 이번 성화 봉송은 서쪽의 칼리닌그라드에서 동쪽의 추콧카까지 러시아의 모든 지역을 지나가는, 총 65,000여 km 거리의 경로를 이동하는 동계올림픽 역사상 가장 긴 거리의 성화 봉송이다.

## 성화 봉송

### 성화봉[3]
성화봉의 색은 러시아 스포츠의 전통색인 붉은색이다. 2014년 동계 올림픽을 위한 성화봉의 의미는 러시아와 대조를 이루는 것을 바탕으로 한다. 성화봉은 러시아 신화, 혁신적인 생각, 과학기술의 획기적인 발전에서 영감을 얻었다. 성화봉의 모양은 러시아인이 어린시절 요정 이야기와 불새에 대한 전설을 들었기 때문에 행복과 행운을 가져준다는 마법 새의 깃털이 생각나게 한다.
디자이너는 성화봉의 구조와 불꽃 점화 시스템에 각별한 주의를 기울었다. 성화봉은 러시아 겨울의 강한 바람, 서리, 그 외에도 여러 상황에서 불이 안정적으로 탈 수 있도록 되어 있다.
성화봉의 재질은 알루미늄이다. 성화봉의 색은 다음과 같다. 크롬 도금된 곳과 끝의 분산되어 윤이 안 나는 부분은 밝은 은색이다. 상단 부분은 게임의 상징을 포함하고 가피 방법을 사용하여 만들어진다. 성화봉의 손잡이와 가운데 장식 스탠드는 매우 투명한 고밀도 중합체로 만들어졌으며, 진한 붉은색에 투명 광택 염료가 사용되었다.
성화봉의 무게는 1.8 kg, 높이는 0.95 m이며, 폭은 54 mm이다. 봉송하는 동안 성화봉을 들기 편하도록 무게와 무게 중심을 신중히 정하였다 한다.

### 봉송 경로

#### 그리스
1. 9월 29일:올림피아, 아마리아다, 엘리스, 피르고스, 자차로, 카로네로, 트리폴리, 레비디, 레프카시, 칼라브리타
2. 9월 30일:파트라, 리오, 메솔롱기, 아그리니오, 카르페니시
3. 10월 1일:라미아, 볼로스, 라리사, 카테리니
4. 10월 2일:테살로니키, 지아닛사, 나우사, 에데사, 플로리나, 카스토리아
5. 10월 3일:그레베나, 이오아니나, 카라바카, 트리칼라
6. 10월 4일:카르디차, 라미아, 암피사, 델포이, 아라초바, 리바디아, 아테네

#### 러시아[4]
1. 10월 7-9일(1-3일):모스크바
2. 10월 10일(4일):콜롬나, 오딘초보, 아르한겔스코예 궁전, 크라스노고르스크, 드미트로프
3. 10월 11일(5일):토르조크, 트베리
4. 10월 12일(6일):르제프, 스몰렌스크
5. 10월 13일(7일):유흐노프, 칼루가
6. 10월 14일(8일):야스나야 폴랴나, 노보모스콥스크, 툴라
7. 10월 15일(9일):랴잔
8. 10월 16일(10일):무롬, 블라디미르
9. 10월 17일(11일):수즈달, 이바노보
10. 10월 18일(12일):플료스, 코스트로마
11. 10월 19일(13일):야로슬라블
12. 10월 20일(14일):볼로그다
13. 10월 22일(16일):키지섬, 페트로자보츠크
14. 10월 23일(17일):프랴자, 올로네츠
15. 10월 24일(18일):벨리키노브고로드
16. 10월 25일(19일):이즈보르스크, 프스코프
17. 10월 26일(20일):가치나
18. 10월 27일(21일):상트페테르부르크
19. 10월 28일(22일):크론시타트, 로모노소프, 페테르고프, 푸시킨
20. 10월 29일(23일):스베틀로고르스크, 칼리닌그라드
21. 10월 30일(24일):무르만스크
22. 11월 1일(26일):세베로드빈스크, 아르한겔스크
23. 11월 2일(27일):식팁카르
24. 11월 3일(28일):나리얀마르
25. 11월 4일(29일):노비우렌고이, 살레하르트
26. 11월 5일(30일):넵테유간스크
27. 11월 6일(31일):한티만시스크
28. 11월 7일(32일):노릴스크
29. 11월 8일(33일):미르니
30. 11월 9일(34일):야쿠츠크
31. 11월 10일(35일):마가단
32. 11월 12일(37일):아나디리, 옐리조보
33. 11월 13일(38일):페트로파블롭스크캄차츠키
34. 11월 14일(39일):유즈노사할린스크
35. 11월 15-16일(40-41일):블라디보스토크
36. 11월 17일(42일):하바롭스크
37. 11월 18일(43일):비로비잔
38. 11월 19일(44일):벨로고르스크, 블라고베셴스크
39. 11월 21일(46일):치타
40. 11월 22일(47일):울란우데
41. 11월 23일(48일):리스트비앙카(바이칼호)
42. 11월 24일(49일):이르쿠츠크
43. 11월 25일(50일):디브노고르스크
44. 11월 26일(51일):크라스노야르스크
45. 11월 27일(52일):아바칸
46. 11월 28일(53일):키질
47. 11월 29일(54일):케드로브스카이 석탄 광산
48. 11월 30일(55일):케메로보
49. 12월 1일(56일):톰스크
50. 12월 2일(57일):고르노알타이스크
51. 12월 3일(58일):바르나울
52. 12월 6-7일(61-62일):노보시비르스크
53. 12월 8일(63일):쿠이비셰프, 바라빈스크, 칼라친스크
54. 12월 9일(64일):옴스크
55. 12월 11일(66일):튜멘
56. 12월 12일(67일):토볼스크
57. 12월 13-14일(68-69일):예카테린부르크
58. 12월 13일(68일):니즈니타길
59. 12월 15일(70일):카멘스크우랄스키, 쿠르간
60. 12월 16일(71일):샤드린스크
61. 12월 16-17일(71-72일):첼랴빈스크
62. 12월 18일(73일):마그니토고르스크
63. 12월 20-21일(75-76일):우파
64. 12월 22일(77일):오렌부르크
65. 12월 24일(79일):시즈란, 톨리야티
66. 12월 25일(80일):사마라
67. 12월 26일(81일):울리야놉스크
68. 12월 27일(82일):체복사리
69. 12월 28일(83일):요시카르올라
70. 12월 30일(85일):스비야즈스크
71. 12월 30-31일(85-86일):카잔
72. 1월 2일(88일):이젭스크
73. 1월 3일(89일):쿤구르
74. 1월 3-4일(89-90일):페름
75. 1월 5일(91일):키로프
76. 1월 7-8일(93-94일):니즈니노브고로드
77. 1월 9일(95일):사란스크
78. 1월 10일(96일):펜자
79. 1월 11일(97일):사라토프
80. 1월 12일(98일):탐보프
81. 1월 13일(99일):미추린스크, 리페츠크
82. 1월 14일(100일):옐레츠, 오룔
83. 1월 15일(101일):브랸스크
84. 1월 16일(102일):쿠르스크
85. 1월 17일(103일):벨고로드
86. 1월 18일(104일):보로네시
87. 1월 19일(105일):우류핀스크
88. 1월 20일(106일):볼고그라드
89. 1월 21일(107일):노보체르카스크, 샤흐티
90. 1월 22일(108일):로스토프나도누
91. 1월 23일(109일):퍄티고르스크
92. 1월 24일(110일):스타브로폴
93. 1월 25일(111일):옐리스타, 야스쿨스키 지역
94. 1월 26일(112일):아스트라한
95. 1월 27일(113일):마하치칼라, 체르케스크
96. 1월 28일(114일):그로즈니, 마가스, 나즈란
97. 1월 30일(116일):블라디캅카스, 날치크
98. 2월 1일(118일):옐브루스 산
99. 2월 3일(120일):마이코프
100. 2월 4일(121일):크라스노다르
101. 2월 5-7일(122-124일):소치